# Liste der brasilianischen Botschafter in Nepal
Die Botschaft befindet sich in Katmandu.
| Ernannt       | Name                         | Bemerkungen                                                                                      | Mensagem Senado Federal | im Senat des Nationalkongress (Brasilien) vorgestellt am | ernannt von               | akkreditiert während der Regierung von: | Posten verlassen |
| ------------- | ---------------------------- | ------------------------------------------------------------------------------------------------ | ----------------------- | -------------------------------------------------------- | ------------------------- | --------------------------------------- | ---------------- |
| 8. Nov. 1995  | Macedo Soares Guimarães      | Amtssitz in Neu-Delhi                                                                            | MSF 276 de 1995         | 5. Okt. 1995                                             | Fernando Henrique Cardoso | Sher Bahadur Deuba                      |                  |
| 24. Mai 1999  | Vera Lúcia Machado           | Amtssitz in Neu-Delhi                                                                            | MSF 102 de 1999         | 12. Mai 1999                                             | Fernando Henrique Cardoso | Krishna Prasad Bhattarai                |                  |
| 17. Nov. 2005 | José Vicente de Sá Pimentel  | Amtssitz in Neu-Delhi (* 2. März 1946 in Vitória) Sonia de Sá Pimentel und Victor Hugo Pimentel. | MSF 164 de 2005         | 8. Nov. 2005                                             | Luiz Inácio Lula da Silva | Gyanendra Bir Bikram Shah Dev           |                  |
| 28. Dez. 2007 | Marco Antônio Diniz Brandão  | Amtssitz in Neu-Delhi                                                                            | MSF 187 de 2007         | 28. Nov. 2007                                            | Luiz Inácio Lula da Silva | Girija Prasad Koirala                   |                  |
| 25. Aug. 2011 | Marcos Borges Duprat Ribeiro | [ 5 ]                                                                                            | MSF 69 de 2011          | 3. Aug. 2011                                             | Dilma Rousseff            | Baburam Bhattarai                       |                  |